# مناخ فرنسا

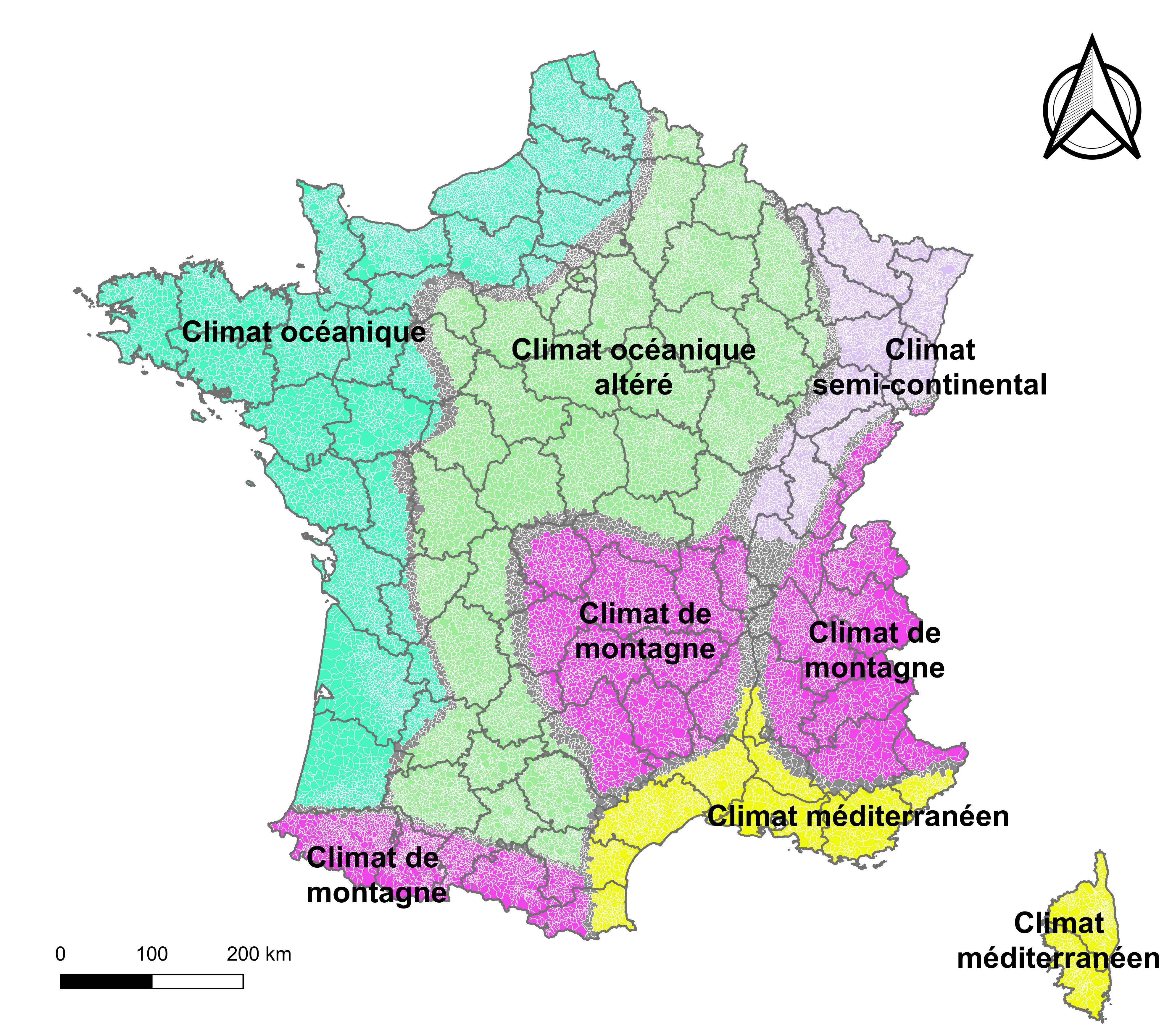
تقسيم المناطق المناخية في فرنسا القارية الذي أعدته هيئة الأرصاد الجوية الفرنسية في عام 2020

يُشير مناخ فرنسا إلى التوزيع الإحصائي لأحوال الغلاف الجوي للأرض على الأراضي الوطنية في فرنسا، استنادًا إلى متوسطات وتقلبات الكميات ذات الصلة خلال فترة زمنية محددة، حيث حددت المنظمة العالمية للأرصاد الجوية فترة مرجعية قياسية مدتها 30 عامًا. ويستند تحديد خصائص المناخ إلى قياسات إحصائية سنوية وشهرية للبيانات الجوية المحلية، مثل درجة الحرارة، والضغط الجوي، ومعدل هطول الأمطار، وأشعة الشمس، والرطوبة، وسرعة الرياح. كما يُؤخذ في الاعتبار تكرار الظواهر الجوية والظواهر الاستثنائية.
تقع فرنسا الكبرى حاليًا بين دائرتي العرض 41° 19' شمال خط الاستواء و51° 04' شمال خط الاستواء، في نطاق المنطقة المناخية المعتدلة، والتي تتميز بصيف دافئ وشتاء معتدل البرودة. يختلف مناخ المنطقة المعتدلة عن المناخ المحيطي الذي يتسم بصيف بارد وشتاء معتدل مع هطول غزير للأمطار، وعن المناخ القاري الذي يتسم بصيف حار وشتاء بارد مع هطول قليل للأمطار، ومناخ البحر الأبيض المتوسط الذي يتسم بصيف حار وجاف وشتاء معتدل مع هطول الأمطار في فصل الخريف، والمناخ الجبلي الذي يكون أكثر برودة وأكثر رطوبة من مناخ السهول المحيطة، ومناخ المحيطات المتغيرة التي تُعتبر بمثابة منطقة انتقالية بين المناخ المحيطي والمناخ الجبلي والمناخ شبه القاري. بلغت درجات الحرارة القصوى المسجلة في فرنسا القارية 46.0 درجة مئوية في فيرارغ في 28 يونيو (حزيران) 2019، و-36.7 درجة مئوية في موث في 13 يناير (كانون الثاني) 1968.
تتنوع مناخات الأقاليم والمقاطعات الخارجية التابعة لفرنسا، فتتراوح ما بين المناخ المحيطي البارد في الجزر شبه القطبية، ومناخ المحيطات الاستوائية في جزر الهند الغربية الفرنسية، ومناخ غيانا الفرنسية الاستوائي، ومناخ المحيطات القطبية في سان بيير وميكلون، على حين تضم بولينيزيا الفرنسية، والتي تقع عند دائرة عرض 20 درجة، خمسة أقاليم مناخية. شهدت هذه المناخات تنوعًا كبيرًا في الماضي، حيث شهدت فترات دافئة (مثلى) وفترات باردة (العصور الجليدية). تميزت المناخات القديمة في تلك المنطقة مع تعاقب العصور الجيولوجية، وتناوبها ما بين العصور الجليدية (حوالي 80,000 عام) والفترات الدافئة (حوالي 20,000 عام) على مدى حقب زمنية بلغت حوالي 100,000 عام. كان العصر الجليدي الأخير بمثابة فترة تجلد عالمية مثّلت نهاية العصر البليستوسيني على كوكب الأرض. بدأ هذا العصر قبل 115,000 عام وانتهى قبل 11,700 عام، مع بداية العصر الهولوسيني، وهو العصر الجليدي الحالي. تتميز الفترة الأخيرة بالعصر المناخي الأمثل الروماني (من -300 إلى +200)، والعصر المناخي الأمثل في العصور الوسطى (من 900 إلى 1300)، والعصر الجليدي الصغير (من 1300 إلى 1860). أما الفترة المعاصرة، والتي امتدت من عام 1860 إلى الوقت الحاضر، فتُمثّل نهاية العصر الجليدي الصغير في جبال الألب (1860-1900-1910)، وبداية عصر الاحتباس الحراري.
يؤكد تقرير التقييم السادس الصادر عن الهيئة الحكومية الدولية المعنية بتغير المناخ بما لا يدع مجالًا للشك أن أسباب الاحتباس الحراري الملحوظة تعود إلى النشاط البشري، ترتفع درجات الحرارة في فرنسا القارية اليوم بمقدار 1.66 درجة مئوية عن درجات الحرارة المُقاسة في فرنسا خلال الفترة ما بين عامي 1900 و1930، ويُعزى ارتفاعها بمقدار 1.63 درجة مئوية إلى النشاط البشري وحده. ويُظهر تحليل بيانات درجات الحرارة الأكثر دقة خلال الفترة ما بين عامي 2010 و2019 أن فرنسا، خلال هذه الفترة القصيرة، قد شهدت ارتفاعًا في درجة الحرارة بمقدار 0.1 درجة مئوية كل 3 سنوات. ولتحقيق هدف اتفاقية باريس للمناخ، والمتمثل في خفض معدلات الارتفاع في درجات الحرارة إلى أقل بكثير من درجتين مئويتين، ويفضل أن خفض المعدلات إلى أقلّ من 1.5 درجة مئوية، فإنّ الخفض الحاد والفوري لانبعاثات غاز ثاني أكسيد الكربون حتى الوصول إلى الحياد الكربوني، يُعتبر هو السبيل الوحيد للحدّ من الاحتباس الحراري. كما يُعد خفض انبعاثات الغازات الدفيئة الأخرى، وخاصة الميثان، أمرًا بالغ الأهمية. ولتحقيق هذا الهدف، تطبق فرنسا، من خلال سياستها المناخية، استراتيجيات متنوعة للتخفيف والتكيف، مع أهداف محددة مثل خفض انبعاثات الغازات الدفيئة بنسبة 40% خلال الفترة ما بين عامي 1990 و2030، مع خفضها بنسبة 20% بحلول عام 2019، أو خفض الاستهلاك النهائي للطاقة بنسبة 50% بحلول عام 2050 مقارنةً بخط الأساس لعام 2012، مع تحقيق هدف وسيط، وهو خفض الاستهلاك بنسبة 20% بحلول عام 2030.